# ガイオーラ
ガイオーラ（伊: Gaiola）は、イタリア共和国ピエモンテ州クーネオ県にある、人口約600人の基礎自治体（コムーネ）。

## 地理

### 位置・広がり

#### 隣接コムーネ
隣接するコムーネは以下の通り。
- ボルゴ・サン・ダルマッツォ
- モイオーラ
- リッターナ
- ロッカスパルヴェーラ
- ヴァッロリアーテ

#### 地震分類
イタリアの地震リスク階級 (it) では、3s 
に分類される。